# Central Mountain Air
Central Mountain Air — канадская региональная авиакомпания со штаб-квартирой в городе Смитерс (Британская Колумбия), работающая на рынке внутренних регулярных и чартерных перевозок.
Главным транзитным узлом (хабом) авиакомпании является Аэропорт Принс-Джордж, вторичными хабами — Международный аэропорт Калгари и Международный аэропорт Ванкувер.

## История
Авиакомпания Central Mountain Air была основана в 1987 году.
В 1997 году компания разместила заказ на несколько пассажирских самолётов Beechcraft 1900D и подписала партёрское соглашение с магистральной авиакомпанией Air Canada, в рамках которого получала регулярные маршруты между аэропортами Альберты и Британской Колумбии, ранее обслуживавшиеся региональным авиаперевозчиком Air BC. В настоящее время Central Mountain Air выполняет несколько рейсов под торговой маркой Air Canada, хотя основная часть маршрутной сети работает под собственным кодом IATA 9M. В конце 2005 года воздушный флот авиакомпании пополнился двумя самолётами Dornier 328.
Central Mountain Air является дочерним подразделением авиационного холдинга Northern Thunderbird Air.

## Маршрутная сеть авиакомпании

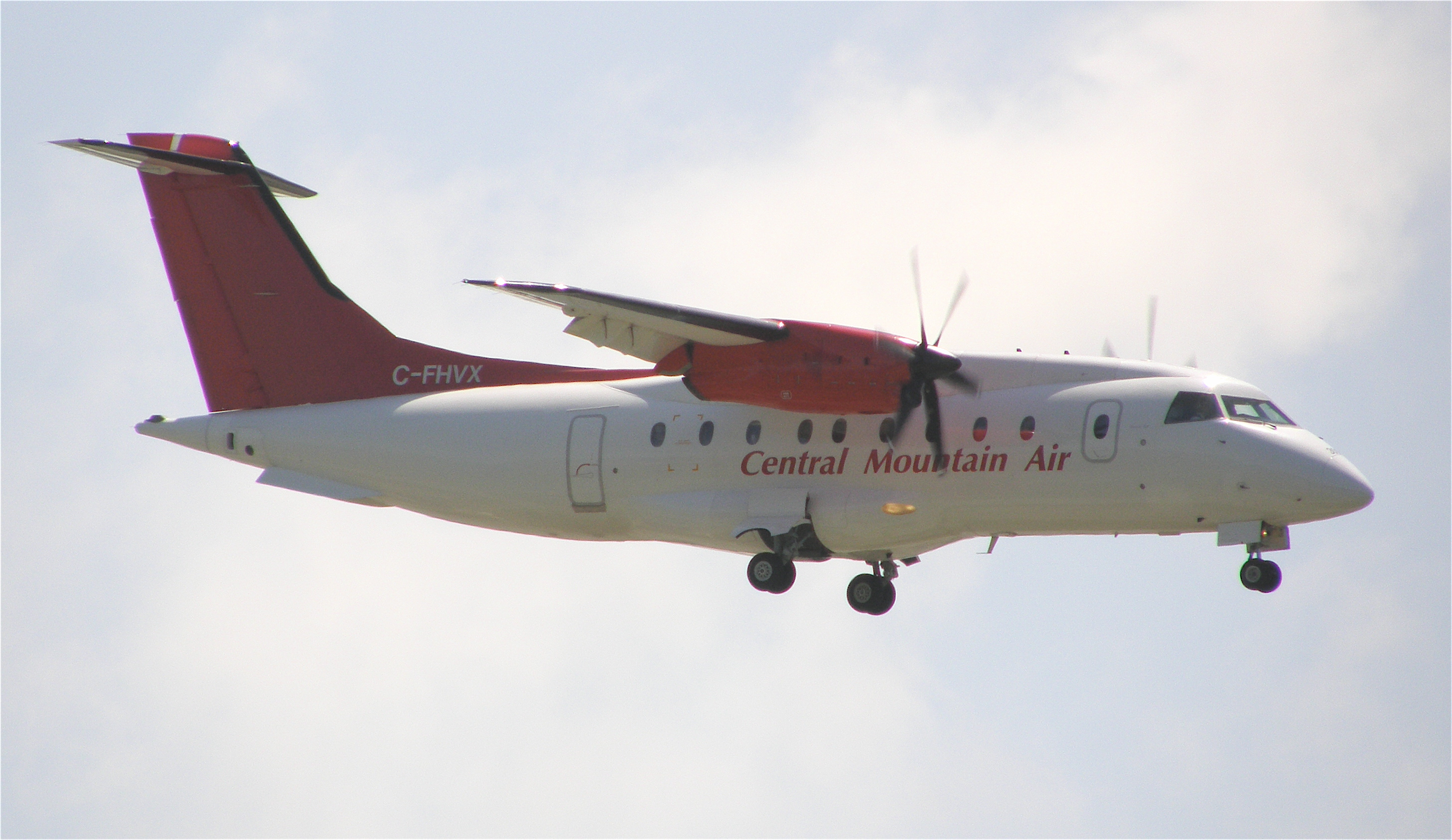
Dornier 328—100 авиакомпании Central Mountain Air в заходе на посадку в Международном аэропорту Ванкувер

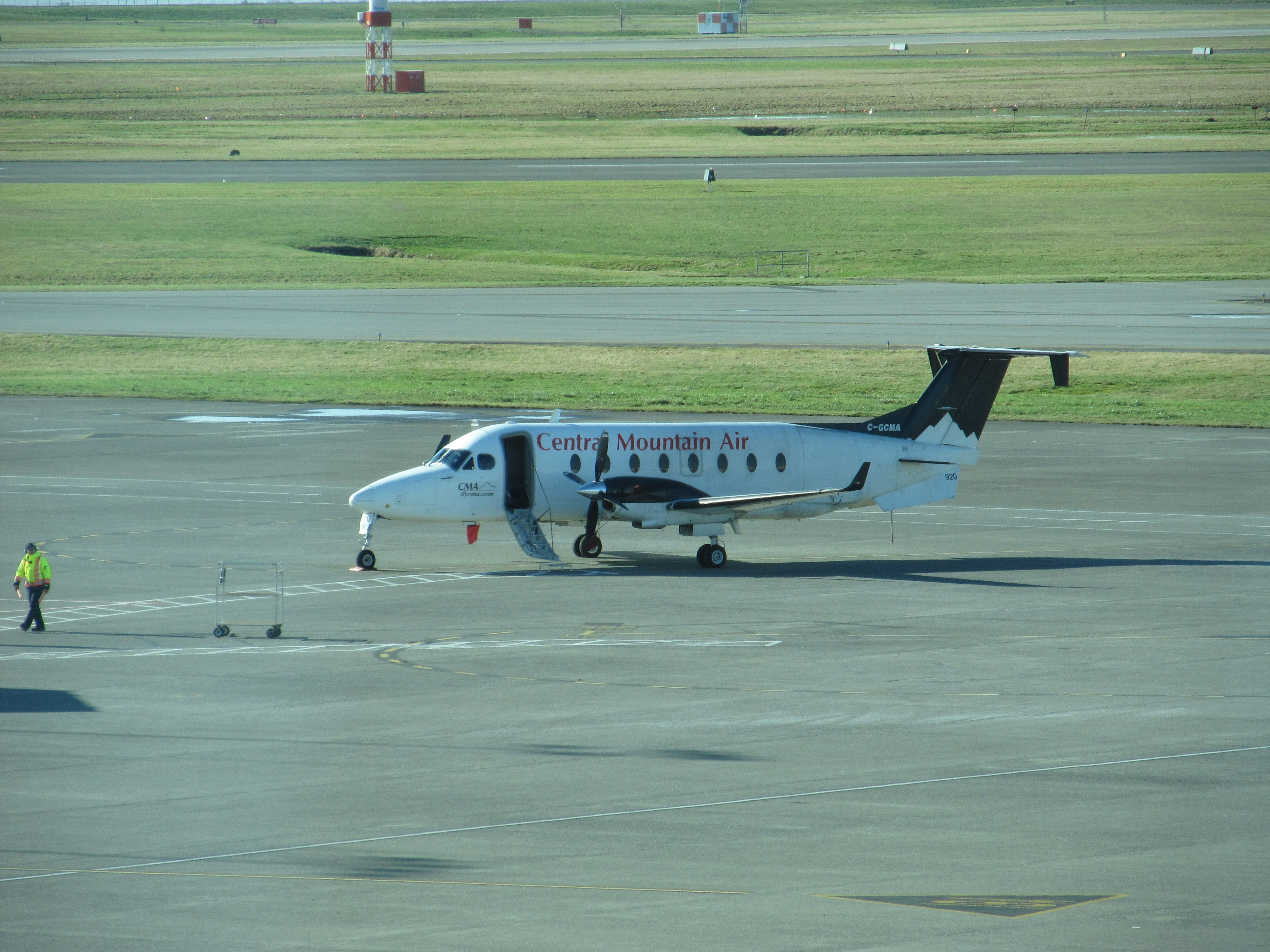
Beechcraft 1900 авиакомпании Central Mountain Air в международном аэропорту Ванкувера

По состоянию на январь 2010 года Central Mountain Air выполняла регулярные рейсы в следующие пункты назначения:
- Британская Колумбия
  - Кэмпбелл-Ривер
  - Комокс
  - Досон-Крик
  - Форт-Нельсон
  - Форт-Сент-Джон
  - Камлупс
  - Келоуна
  - Принс-Джордж
  - Квеснел
  - Смитерс
  - Террейс
  - Ванкувер
  - Уильямс-Лейк

- Альберта
  - Калгари
  - Эдмонтон
  - Хай-Левел
  - Ллойдминстер
  - Рэнбоу-Лейк

Под брендом Air Canada выполняются следующие регулярные рейсы (данные на 15 января 2010 года)::
- Калгари — Летбридж
- Калгари — Медисин-Хат
- Калгари — Крэнбрук

## Флот
По состоянию на 15 января 2010 воздушный флот авиакомпании Central Mountain Air составляли следующие самолёты:
- 13 Raytheon Beech 1900D Airliner (номера 912, 913, 914, 915, 916, 917, 918, 919, 920, 922, 923, 924, 925);
- 2 Fairchild-Dornier 328—100 (номера 3094, 3096).